# Smithsville
Ne doit pas être confondu avec Smithville.
Smithsville est une communauté, située dans le district de Barrington à la pointe sud de la Nouvelle-Écosse.
Son code postal est B0W 3C0.